# Казинс, Норман
Норман Казинс (англ. Norman Cousins, 24 июня 1915, Уэст-Хобокен, Нью-Джерси — 30 ноября 1990, Лос-Анджелес, Калифорния[…]) — американский политический журналист, писатель, профессор и борец за мир во всём мире.

## Ранние годы
Казинс родился у родителей-евреев-иммигрантов Сэмюэля Казинса и Сары Бабушкин Казинс в Западном Хобокене, штат Нью-Джерси (который позже стал Юнион-Сити). В 11 лет ему ошибочно поставили диагноз туберкулёз и поместили в санаторий. Несмотря на это, он был спортивным юношей и утверждал, что в детстве он «намеревался открыть для себя богатство».
Казинс учился в средней школе Теодора Рузвельта в Бронксе, Нью-Йорк, которую окончил 3 февраля 1933 года. Он редактировал школьную газету «The Square Deal», где уже проявились его редакторские способности. Казинс получил степень бакалавра в Педагогическом колледже Колумбийского университета в Нью-Йорке.
Его сестра Джин вышла замуж за Тома Миддлтона.

## Карьера
Он присоединился к сотрудникам New York Evening Post (ныне New York Post) в 1934 году, а в 1935 году был нанят Current History в качестве книжного критика. Позже он поднялся до должности управляющего редактора. Он также подружился с сотрудниками «Субботнего обозрения литературы» (позже переименованного в «Субботнее обозрение»), офисы которого находились в том же здании, а к 1940 году он также присоединился к сотрудникам этого издания. В 1942 году он был назначен главным редактором и занимал эту должность до 1972 года. Под его руководством тираж издания увеличился с 20 000 до 650 000 экземпляров.
Философия Казинса в отношении его работы была проиллюстрирована его инструкциями своим сотрудникам: «не только оценивать литературу, но и пытаться служить ей, развивать её, охранять её». Казинс считал, что «необходимы писатели, способные восстановить в письменной форме её мощную традицию лидерства в условиях кризиса». Он всю жизнь верил в силу надежды. «Это только в моём воображении, — пишет Сара Шапиро в „Аудитории одного“ [Mosaica Press 2021], — вы сказали: „ Оптимизм — это реализм“, или это был принцип, который вы передали невербально?». Казинс не терпел тех, кто сознательно искажал правду, будь то из личных соображений или в политической сфере. Целостность слов в речи и на письме была для него священна. «Насколько мне известно, — пишет Шапиро, — вы не лгали. Вы находили ложь противной, ниже человеческого достоинства… Сплетни от вас отскакивали, не приклеивались… никогда не нарушал обещания. Буквально человек слова». Для Казинса честное использование слов было абсолютной ценностью и отличительной чертой человека.
Одна из его известных строк «Жизнь — это приключение в прощении» пережила его.
Казинс поступил на факультет Калифорнийского университета в Лос-Анджелесе в 1978 году и стал адъюнкт-профессором кафедры психиатрии и биоповеденческих наук. Он преподавал этику и медицинскую литературу. Его исследовательский интерес заключался в связи между отношением и здоровьем.
Шапиро, которая работала там студенткой колледжа, написала (о своём отце), что, основываясь на том, что сказал ей глава рекламного отдела SR, Казинс за 30 лет работы редактором «Субботнего обозрения» «никогда никого не увольнял».

## Политические взгляды и деятельность
В политическом плане Казинс был неутомимым сторонником либеральных идей, таких как ядерное разоружение и мир во всём мире, которые он продвигал в своих статьях в «Субботнем обозрении». На форуме 1984 года в Калифорнийском университете в Беркли под названием «В поисках мира» Казинс вспомнил длинную редакционную статью, которую он написал 6 августа 1945 года, в день, когда Соединённые Штаты сбросили атомную бомбу на Хиросиму. Под заголовком «Современный человек устарел» Казинс, который заявил, что чувствует «глубочайшую вину» за использование бомбы на людях, обсудил в редакционной статье социальные и политические последствия атомной бомбы и ядерной энергетики. Он поспешил опубликовать её на следующий день в Review, и отклик был значительным, поскольку она была перепечатана в газетах по всей стране и увеличена до книги, которая была переиздана на разных языках.
После кубинского ракетного кризиса 1962 года президент Джон Ф. Кеннеди понял, что только он может найти условия, которые были бы приняты Никитой Хрущёвым для предотвращения ядерной войны. Обе стороны использовали неофициальных посредников для передачи сообщений туда и обратно вне обычных дипломатических маршрутов. Например, Кеннеди использовал Нормана Казинса, которого в Москве высоко ценили за его руководство SANE, Комитетом по ядерной политике SANE. Это помогло двум лидерам заключить очень успешный Договор о запрещении ядерных испытаний 1963 года.
Несмотря на свою роль сторонника либерализма, он в шутку выражал несогласие с приёмом женщин на работу. В 1939 году, узнав, что количество женщин в рабочей силе близко к количеству безработных мужчин, он предложил такое решение: «Просто уволить женщин, которые в любом случае не должны работать, и нанять мужчин. Готово! Никакой безработицы. <…> Нет депрессии».

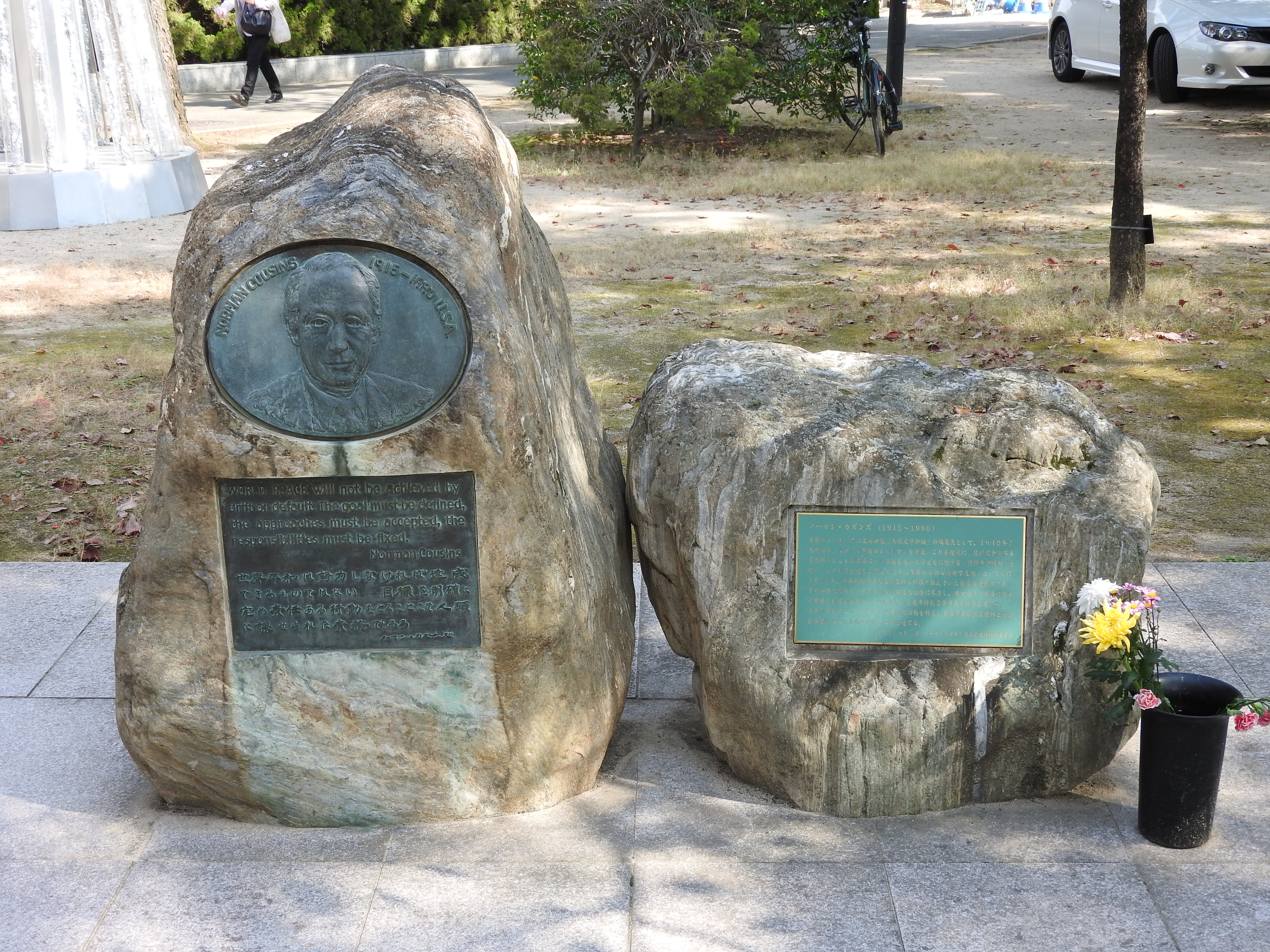
Памятник Норману Казинсу в Мемориальном парке мира в Хиросиме в Японии

В 1950-х годах Казинс сыграл заметную роль в доставке хиросимских девушек, группы из двадцати пяти хибакуся, в Соединённые Штаты для лечения.
В 1960-х он начал американо-советскую Дартмутскую конференцию по мирному процессу.
Казинс также написал сборник научно-популярных книг на те же темы, например книгу 1953 года «Кто говорит от имени человека?», продвигающую тему Всемирной федерации и ядерного разоружения. Он также был президентом Всемирной ассоциации федералистов и председателем Комитета за разумную ядерную политику, который в 1950-х годах предупредил, что мир обречён на ядерную катастрофу, если угроза гонки ядерных вооружений не будет остановлена. Казинс стал неофициальным послом в 1960-х годах, и его содействие в общении между Святым Престолом, Кремлём и Белым домом помогло привести к заключению советско-американского договора о запрещении ядерных испытаний, за что его поблагодарили президент Джон Ф. Кеннеди и Папа Иоанн XXIII; Папа также наградил его личным медальоном. Казинс также был награждён Премией мира Элеоноры Рузвельт в 1963 году, премией «Семьянин года» в 1968 году, медалью мира Организации Объединённых Наций в 1971 году, премией мира Нивано и премией Альберта Швейцера за гуманизм в 1990 году. Он также входил в попечительский совет Службы науки, теперь известной как Общество науки и общественности, с 1972 по 1975 год.

## Болезнь, смехотерапия и выздоровление
Казинс провёл исследование биохимии человеческих эмоций, которые, как он долгое время считал, являются ключом к успеху людей в борьбе с болезнями. Этого убеждения он придерживался даже тогда, когда в 1964 году боролся с внезапно начавшимся заболеванием соединительной ткани, которое также называли коллагеновой болезнью. Специалисты реабилитационной клиники доктора Раска подтвердили этот диагноз и добавили диагноз анкилозирующий спондилоартрит. Сказав, что у него есть один шанс из 500 на выздоровление, Казинс разработал собственную программу выздоровления. Он принимал огромные дозы витамина C внутривенно и вызывал у себя приступы смеха, вызванные фильмами телешоу «Скрытая камера» и различными комическими фильмами. Однако его позитивный настрой не был для него новым. Он всегда был оптимистом, известным своей добротой к другим и непоколебимой любовью к жизни. «Я сделал радостное открытие, что десять минут искреннего смеха живота обладают анестезирующим эффектом и дадут мне как минимум два часа безболезненного сна», — сообщил он. «Когда болеутоляющее действие смеха проходило, мы снова включали кинопроектор, и нередко это приводило к ещё одному безболезненному интервалу». Его борьба с этой болезнью и его открытие смехотерапии подробно описаны в его книге 1979 года «Анатомия болезни с точки зрения пациента».
В комментарии с вопросом, вылечили ли Казинс его болезнь, Флоренс Рудерман написала: «Кажется вполне возможным, что у Казинса был острый приступ артрита, который затем медленно, но вполне естественно прошёл».
Позже он и его жена Эллен вместе боролись с его сердечным заболеванием, опять же с помощью упражнений, ежедневного приёма витаминов и хорошего питания, обеспечиваемого органическим садом Эллен. Он написал сборник бестселлеров — научно-популярных книг о болезнях и исцелении, а также автобиографические мемуары 1980 года Human Options: An Autobiographical Notebook.

## Изображение в кино
Казинса сыграл актёр Эд Аснер в телефильме 1984 года «Анатомия болезни», основанном на книге Казинса 1979 года «Анатомия болезни с точки зрения пациента: размышления о лечении и выздоровлении». Казинсу не понравился ни коммерческий характер фильма, ни сенсационное преувеличение Голливудом его опыта. Он и другие члены семьи Казинсов также были ошеломлены выбором Аснера из-за того, что эти двое мужчин мало похожи друг на друга физически. Но Аснер искренне старался, как чувствовал Казинс, передать дух своего предмета, и когда фильм был закончен, Аснер сказал, что Казинс смотрел на фильм с определённой степенью терпимости, если не с восторгом.

## Смерть
Казинс умер от сердечной недостаточности 30 ноября 1990 года в Лос-Анджелесе, прожив на несколько лет дольше, чем предсказывали его врачи: через 10 лет после его первого сердечного приступа, через 26 лет после коллагеновой болезни и через 36 лет после того, как врачи впервые диагностировали его болезнь сердца.
Он и его жена Эллен воспитали четверых детей: доктора Андреа Казинс из Нортгемптона, Массачусетс; ныне покойную Эми Казинс; доктора Кэндис Казинс Кернс из Окленда, Калифорния; и писательницу Сару Шапиро из Иерусалима, Израиль. У него остались дети и 26 внуков, и он похоронен на еврейском кладбище на горе Ливан в Нью-Джерси вместе со своей женой и родителями, Сэмюэлем Казинсом и Сарой Миллер Казинс.
Некролог, содержащий дополнительную информацию, в основном о его писательской и редакторской карьере, был опубликован 2 декабря 1990 года в выпуске The New York Times через день после того, как стало известно о его смерти.

## Избранные труды
- Modern Man Is Obsolete (1945)
- Writing for Love or Money: Thirty-Five Essays Reprinted from The Saturday Review of Literature (1949)
- Who Speaks for Man? (1953)
- «In God We Trust»; The Religious Beliefs and Ideas of the American Founding Fathers (1958)
- Dr. Schweitzer of Lambaréné (1960)
- In Place of Folly (1962)
- Present Tense; an American Editor’s Odyssey (1967)
- Great American Essays (1967)
- Improbable Triumvirate: John F. Kennedy, Pope John, Nikita Khrushchev (1972) ISBN 978-0-393-05396-8
- The Celebration of Life; A Dialogue on Immortality and Infinity (1974) ISBN 978-0-060-61591-8
- Anatomy of an Illness as Perceived by the Patient: Reflections on Healing and Regeneration (1979) ISBN 978-0-393-01252-1
  - Анатомия болезни с точки зрения пациента : Размышления о лечении и выздоровлении. / [Предисл. Н. М. Амосова]. — М. : Физкультура и спорт, 1991. — 95 с. : ил. ISBN 5-278-00332-4
    - Творчество и долголетие // Наука и жизнь. 2007. № 7.
- Human Options: An Autobiographical Notebook (1981) ISBN 978-0-393-33254-4
- La volonté de guérir (1981) ISBN 978-2020055048
- The Physician in Literature (1982) ISBN 978-0-030-59653-7
- The Healing Heart: Antidotes to Panic and Helplessness (1983) ISBN 978-0-393-01816-5
- The Words of Albert Schweitzer (Words of Series) (1984) ISBN 978-0-937-85841-7
- Albert Schweitzer’s Mission: Healing and Peace (1985) with Schweitzer ISBN 978-0-393-02238-4
- Nobel Prize Conversations: With Sir John Eccles, Roger Sperry, Ilya Prigogine, Brian Josephson (1985) ISBN 978-0-933-07102-5
- The Human Adventure: A Camera Chronicle (1986) ISBN 978-0-933-07107-0
- The Pathology of Power (1987) ISBN 978-0-393-30541-8
- The Republic of Reason: The Personal Philosophies of the Founding Fathers (1988) ISBN 9780062501615
- Master Photographs: Master Photographs From PFA Exhibitions 1959-67 (1988) ISBN 978-0-933-64212-6
- Head First: The Biology of Hope and the Healing Power of the Human Spirit (1989) ISBN 978-0-140-13965-5
- Mind Over Illness (1991) ISBN 978-1-555-25425-4
- Why Man Explores (2005) ISBN 978-1-410-22031-8

## Награды
Казинс получил первую премию Хелмерих в 1985 году. Премия Пегги В. Хелмерих как выдающемуся автору ежегодно вручается Библиотечным фондом Талсы.